# Cho Nam-joo
Cho Nam-joo (Seul, 1978) è una scrittrice sudcoreana.

## Biografia
Cresciuta in un quartiere povero alla periferia della capitale sudcoreana, Seul, descrive la sua famiglia come emotivamente e finanziariamente instabile. Da bambina amava già leggere, ma poiché le biblioteche pubbliche funzionavano a malapena e non c'erano più soldi per comprare libri, leggeva le stesse storie, più e più volte, nei pochi libri dei suoi fratelli. Iniziò a scrivere in tenera età, registrando le sue paure e i suoi sentimenti in diari che dava da leggere ai suoi compagni di scuola. Si è laureata presso il Dipartimento di Sociologia della Ewha Women's University e in  seguito ha lavorato come sceneggiatrice televisiva per dieci anni. Durante questo periodo ha anche cresciuto suo figlio. Ha raggiunto la fama internazionale con il suo terzo romanzo, Kim Ji-Young, nata nel 1982, che ha scritto in pochi mesi alla fine del 2015. Ciò riflette in parte le sue esperienze come donna in Corea del Sud. Né lei né il suo editore si aspettavano che il libro fosse un grande successo. Il romanzo ha acceso il dibattito sull'uguaglianza di genere e la discriminazione contro le donne in Corea del Sud. Kim Ji-young, nata nel 1982 è stato finora tradotto in 18 lingue e venduto, in oltre un milione di copie, in 19 paesi. Dal romanzo è stato tratto un film nel 2019, con Jeong Yu-mi e Gong Yoo.
A parte le sue due precedenti pubblicazioni, un romanzo su un ragazzo con la sindrome del savant e uno sulla vita in un quartiere povero di Seul, fino ad allora era praticamente sconosciuta nella scena letteraria del paese.
Cho vive con la sua famiglia a Seul.

## Opere
- 82년생 김지영
- Kim Ji-Young, nata nel 1982, traduzione di Filippo Bernardini, La Tartaruga, 2021

## Adattamento cinematografico
- Kim Ji-young: Born 1982, adattamento della sceneggiatura: Kim Do-young, regia: Kim Do-young, Corea del Sud 2019